# Aliza Gur
Aliza Gur, nata Alizia Gross (in ebraico: עליזה גור) (Ramat Gan, 1º aprile 1940), è un'attrice israeliana.
Nel 1960 è stata eletta Miss Israele e semifinalista di Miss Universo. Ha interpretato Vida nel film di James Bond Dalla Russia con amore nel 1963.

## Biografia
Nata Alizia Gross il 1º aprile 1940 a Ramat Gan, Mandato britannico della Palestina (ora Israele), da una famiglia di origine ebrea ashkenazita. I suoi genitori erano fuggiti dalla Germania nazista durante la dittatura di Hitler e si erano stabiliti nella città di Ramat Gan, dove lei e suo fratello erano nati. Ha studiato all'Università di Haifa, dove ha disegnato e realizzato abiti per aiutare a pagare le tasse scolastiche. La sua prima vittoria al concorso è stata come Miss Haifa. 
È stata arruolata come soldato nelle forze di difesa israeliane. Gur ha anche studiato recitazione a Tel Aviv con Peter Fry, un noto regista. Dopo il suo successo nei concorsi di bellezza nazionali e internazionali, si è stabilita in California, dove ha iniziato la sua carriera cinematografica e televisiva. Anche i suoi genitori emigrarono negli Stati Uniti e si stabilirono per un certo periodo a Cleveland, Ohio; sono morti negli anni '70. Nel 1960, ha girato l'America per aiutare a sostenere l'acquisto di obbligazioni israeliane.

## Filmografia parziale

### Cinema
- A 007, dalla Russia con amore (From Russia with Love), regia di Terence Young (1963)
- Giungla di bellezze (The Beauty Jungle), regia di Val Guest (1964)
- Night Train to Paris, regia di Robert Douglas (1964)
- Agente H.A.R.M. (Agent for H.A.R.M.), regia di Gerd Oswald (1966)
- I mercenari di Macao (Kill a Dragon), regia di Michael D. Moore (1967)
- Tarzan e il figlio della giungla (Tarzan and the Jungle Boy), regia di Robert Gordon (1968)
- The Hand of Night, regia di Frederic Goode (1968)

### Televisione
- La grande vallata (The Big Valley) – serie TV, un episodio (1965)
- Perry Mason – serie TV, episodio 9x13 (1965)
- Daniel Boone – serie TV, un episodio (1965)
- Get Smart – serie TV, un episodio (1969)
- Selvaggio west (The Wild Wild West) – serie TV, un episodio (1969)
- Cannon – serie TV, un episodio (1973)